# Voice (группа, Кипр)
Voice (с англ. — «Голос») — также известные как Александрос и Кристина (англ. Alexandros and Christina) — кипрский музыкальный дуэт, состоявший из Кристины Аргири и Александроса Панайи. Дуэт представил Кипр на конкурсе песен «Евровидение-2000» с песней «Nomiza» (Νόμιζα, с греч. — «Я верил»). В финале конкурса дуэт занял двадцать первое место.